# 張敏儀
張敏儀，SBS，ISO，JP（1946年12月25日—），祖籍福州閩侯，香港政府前官員，曾任廣播處長，是擔任此職位的首位華人及女性，有「香港鐵娘子」和「大姐」稱號。

## 背景
張敏儀出生于香港，早年就讀寶血女子中學，與香港專業進修學校校董會主席和校監劉佩瓊為同班同學，在1964年香港中學會考中考獲五優三良的佳績且獲頒發獎學金入讀大學。其同屆高中第12屆畢業的同學有前全國人大代表及前香港理工大學副教授劉佩瓊。她在1968年於香港中文大學崇基學院英文系畢業，大學時期兼職為麗的映聲將外國電視劇集翻譯成中文。畢業後在麗的映聲擔任助理編導，是當時香港第二位擁有大學學歷的女編導；她亦曾在直播節目《現代青年》擔任主持。1971年至1972年間曾離開廣播界，1972年轉到香港電台任职。她於港台參與一系列紀錄片之製作後接手電視劇《獅子山下》，而後從導演晉升為監製，進一步樹立港台電視劇之社會寫實特性。
1981年升任為香港電台台長，1983年至1985年被借調至政府新聞處擔任新聞處助理處長，1985年升為處長，1986年成為首位華人及女性廣播處長，管理香港電台。1996年修畢香港政府為高級公務員設立的清華大學中國研究課程。1999年至2002年調任香港特別行政區政府駐東京經濟貿易首席代表，成為首位女首席代表。2002年3月25日開始退休前休假，其後退休。其職務由方志偉接任。
張敏儀一直致力維持香港電台的獨立自主地位，獲得部份香港及外國輿論支持，但同時，部份傳媒批評香港電台因此成為不受監管的「獨立王國」。在1997年香港主權移交後，其立場亦受到一些親中人士甚至中國官員抨擊。
張敏儀有「最美麗的處長」之稱，一直維持單身。

## 《香港家書》事件
1999年中，中華民國（臺灣）總統李登輝提出兩國論，當時台灣駐港代表鄭安國獲邀在香港電台節目《香港家書》發表對兩國論解釋，受到部份北京和香港官員及一些親中人士的嚴厲批評，行政長官董建華及特區政府發言人批評鄭安國不應發表和身份不相符的言論。1999年10月，特區政府宣佈把張敏儀調任至日本東京，出任香港駐日本經濟貿易首席代表。傳媒意見指調動與此事件有關。

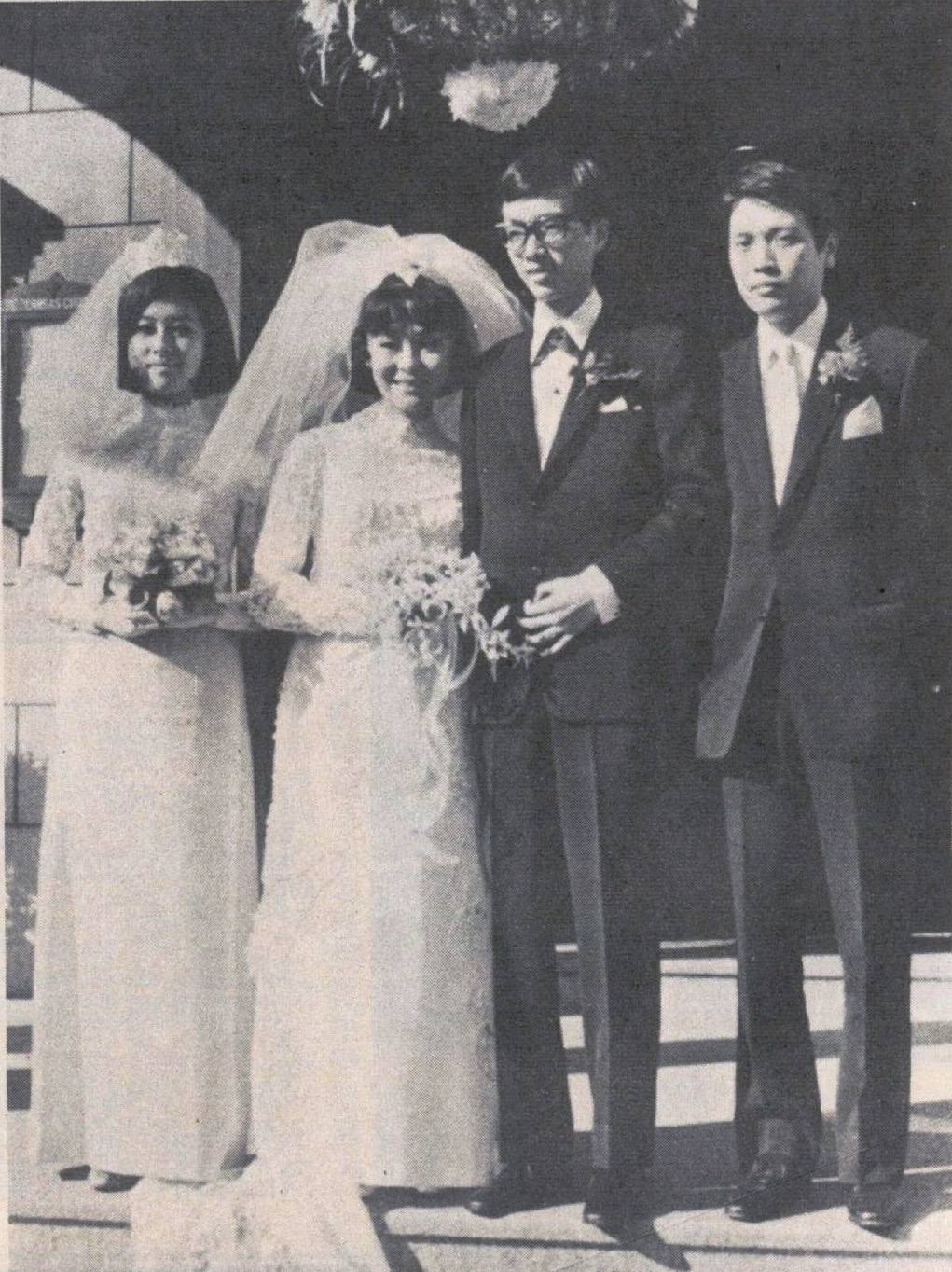
1970年12月，藝人詹小屏與電視台高層梁濃剛舉行婚禮。圖中人物由左至右依次序為：伴娘張敏儀（後為廣播處長）、新娘詹小屏、新郎梁濃剛以及伴郎屠用雄。

## 公職
- 香港藝術發展局審批員
- 亞澳協會顧問委員
- 國際通訊協會會員
- 美亞協會會員(美國)
- 伸手助人協會委員
- 香港愛滋病基金會顧問委員會會員
- 香港科技大學顧問委員會委員
- 香港信興教育及慈善基金副主席

## 榮譽
- 香港十大傑出青年（1980年）
- 授勳ISO（Imperial Service Order，1992年）
- 銀紫荊星章（2002年）
- 香港中文大學榮譽院士（2003年）